# Stadionul Kouekong
Stadionul Kouekong este un stadion polivalent din Kouekong, o suburbie a orașului Bafoussam, Camerun. Este folosit mai ales pentru meciuri de fotbal și are și facilități de atletism. Stadionul are locuri pentru 20.000 de spectatori. A fost construit în 2015 și inaugurat pe 30 aprilie 2016. De asemenea, găzduiește câteva meciuri în timpul Cupa Africii pe Națiuni 2021.